# کایلور (داکوتای جنوبی)
کایلور(به انگلیسی: Kaylor) شهری در ایالت داکوتای جنوبی کشور ایالات متحده آمریکا است که جمعیت آن در سرشماری سال ۲۰۱۰ میلادی، ۴۷ نفر بوده‌است.